# Гуричів
Гуричів — літописне місто Чернігівського князівства на правому березі р. Десна (притока Дніпра). Вперше згадується в Іпатіївському літописі під 1152. Ототожнюється з городищем у с. Бобровиця (нині село в межах м. Чернігів), за 3 км на північний схід від стародавнього передграддя. Городище, що займало високий мис на правому березі р. Десна, знищено річкою. З півдня та заходу до городища прилягали відкриті посади, на території яких у 18 ст. випадково знайдено скарб ювелірних прикрас. На північ від городища був розташований курганний могильник (не зберігся).
Г. виник на зламі 11–12 ст. як північний форпост Чернігова на шляху до Новгорода-Сіверського. 1152 біля Г. містився табір владимиро-суздальського князя Юрія Долгорукого та новгород-сіверського князя Святослава Ольговича, які звідси керували штурмом Чернігова. Восени 1239 Г. був спалений військами хана Батия й відтоді перестав існувати.